# Irgun
Irgun Zvai Leumi b’Eretz Israel (hebreiska: הארגון הצבאי הלאומי בארץ ישראל, ”Nationella militära organisationen i Israels land”), även kallad Etzel (hebreiska: אצ"ל), var en paramilitär sionistisk organisation som verkade i Brittiska Palestinamandatet åren 1931–1948. Den anses ha varit en terrorgrupp, och stämplades officiellt som sådan under Palestinas tid som brittiskt mandat. 

## Historia
Irgun grundades 1931 av en grupp befälhavare inom Haganah, som motsatte sig organisationens antagande av en återhållsam strategi. Gruppens taktik var att med våldsamma medel bekämpa de palestinska araberna och brittiska institutioner i Palestina, något som fördömdes av Jewish Agency.
I samband med den arabiska revolten i Palestina 1936–1939 skedde flera splittringar inom Irgun, då flera av dess medlemmar återgick till Haganah. Åren 1937–1940 var organisationens befälhavare och chefsideolog Zeev Jabotinsky, en av förgrundsgestalterna inom den revisionistiskt sionistiska rörelsen. År 1940 skedde ännu en utbrytning ur Irgun, då Avraham Stern bildade den än mer radikala organisationen Lehi. Åren 1943–1948 leddes organisationen av Menachem Begin, som kom att bli Israels premiärminister mellan 1977 och 1983.
Irgun förklarade i februari 1944 krig mot den brittiska administrationen, och utförde ett stort antal terrordåd. Det mest välkända var mot bombningen av King David Hotel i Jerusalem 1946, som inrymde den brittiska militäradministrationens högkvarter och där sammanlagt 91 personer dödades. Eftersom sprängladdningen levererades av en lastbil som användes för mjölktransporter, betraktas detta ibland som det första exemplet på användandet av en bilbomb i Mellanösternkonflikten. Under 1948 års arabisk-israeliska krig genomförde Irgun tillsammans med Lehi flera angrepp och massakrer mot den palestinska civilbefolkningen, däribland Deir Yassin-massakern.
I samband med staten Israels bildande 1948 uppgick Irgun, tillsammans med Haganah och Lehi, i Israels försvarsmakt. Organisationens politiska efterträdare blev partiet Herut, som grundades av Menachem Begin 1948 och ur vilket högeralliansen Likud i sin tur bildades 1973.